# Caroline Bos
Caroline Bos (Róterdam, Países Bajos; 1959) es una arquitecta neerlandesa cofundadora del estudio de arquitectura UNStudio con sedes en Ámsterdam, Shanghái y Hong Kong. Historiadora del arte, periodista y máster en planificación urbana y regional, propone una aproximación innovadora teórica y crítica a los proyectos de su estudio. Sus dibujos y maquetas son exhibidas en museos como el MoMA de Nueva York.

## Primeros años
Finalizó sus estudios de leyes en 1970. Sus primeros trabajos fueron en la redacción de publicaciones como Forum (1985-86) y Diagram Works (1988). Conoció a Ben van Berkel, que se dedicaba al diseño gráfico y deciden mudarse a Londres. Posteriormente se graduó en historia del arte en el Birkbeck College de Londres.
La formación en planificación urbana y regional de Bos aporta el abordaje que el estudio denomina planeamiento profundo que considera el vecindario y el entorno cuando se diseña un nuevo edificio. Ellos están en contra de la vieja idea del maestro constructor que garabatea dibujos. Explican que si se está construyendo un edificio, se es una pequeña parte del proceso completo. Después de los 50 años, Bos se graduó en la Maestría Planeamiento Regional y Urbano en la Universidad de Utrecht.
A título personal, Bos ha impartido clases en diversas instituciones como la Academia de Arquitectura de Arnhem, la Universidad de Liverpool, la Universidad Tecnológica de Viena y el Instituto Berlage de Ámsterdam. Junto con Ben van Berkel, ha sido profesora visitante en la Universidad de Princeton.

## Trayectoria
En 1988, forma junto con van Berkel el estudio Berkel & Bos Architectuurbureau en Ámsterdam. En 1998 el nombre del estudio fue modificado por el actual de UNStudio, con las tres primeras letras en mayúsculas que se desglosan como United Network Studio. En su web se describen como una red de expertos de arquitectura, desarrollo urbano e infraestructura. La decisión de eliminar los nombres propios tiene que ver con la comprensión de Bos de que la arquitectura está relacionada con la colaboración. Su contribución dentro del estudio consiste en el aporte crítico a la producción interna del estudio proponiendo un enfoque analítico. La modalidad de trabajo es a través de workshops internos donde Bos estimula la conceptualización de los proyectos. Ella señala que no tiene la misma perspectiva que los diseñadores, porque mira las cosas desde otro punto de vista.
En la actualidad, el estudio cuenta con más de 150 trabajadores procedentes de 17 países, habiendo completado a lo largo de su existencia en torno a 70 proyectos. Después de su divorcio, Bos y van Berkel continúan trabajando juntos.
El primer proyecto que materializaron se trató de una obra de infraestructura: el Puente Erasmus en Róterdam. Construido para facilitar los flujos de tránsito, el diseño del puente estuvo inspirado en el carácter industrial de la ciudad. Se destaca como un hito dentro del skyline de la misma.
Otro proyecto con que se destacaron fue la casa Möbius en Het Gooi, Holanda. Aquí aplican los diagramas conceptuales que han caracterizado al proceso de diseño del estudio ya que les permiten huir del uso reiterativo de tipologías arquitectónicas. La organización formal y funcional de la casa está basada en una cinta de Möbius que refleja el modo en que la familia vive.
También en el Museo de Mercedes Benz, que construyeron en Stuttgart, Alemania, la sofisticada geometría sintetiza la organización estructural y programática. El programa del edificio está distribuido en superficies que ascienden de forma espiralada desde el atrio central. Los recorridos despliegan ante los visitantes un viaje cronológico.

### Listado de obras
- Puente Erasmus, Róterdam (Países Bajos) (1990-1995)
- Casa Möbius, Het Gooi (Países Bajos) (1993-1995)
- Centro de NMR de la Universidad de Utrecht (1997)
- El complejo de oficinas La Defense en Almere (1999-2004)
- Villa NM, Upstate Nueva York, Estados Unidos (2000-2007)
- Museo Mercedes Benz, Stuttgart (Alemania) (2002-2006)
- El Teatro Agora en Lelystad (2002-2007)
- Grandes almacenes Galleria, Seúl (2003)
- Casa AM Weinberginfo en Stuttgart, Alemania (2008-2011)
- Hanjie Wanda Square en China (2011)

## Premios y honores
- 1997 Miembro honorable del Bund Deutscher Architekten
- 2001 Nominación al Premio Mies van der Rohe
- 2003 1822-Kunstpreis
- 2005 Nominación al Premio Mies van der Rohe
- 2005 Lighting Award Seúl
- 2006 Ingenieurbau-Preis
- 2006 / 2007 Architect of the year, Holanda
- 2008 Architekturpreis Beton
- 2010 Award of Merit, AIA Nueva York
- 2011 RIBA International Awards
- 2012 Profesora Honoraria de la University of Melbourne
- 2015 Concrete Award, Utility Builidngs

## Publicaciones
Junto con Ben van Berkel es coautora de varias publicaciones referentes a la obra de su propio estudio: 
- van Berkel, Ben; Bos, Caroline (1993). Delinquent Visionaries. 010 Uitgeverij. ISBN 9789064501968.
- van Berkel, Ben; Bos, Caroline (1994). Mobile Forces. Ernst & Sohn. ISBN 3433024332.
- van Berkel, Ben; Bos, Caroline (1999). Move. Idea Books. ISBN 9789076863719.
- van Berkel, Ben; Bos, Caroline (2002). Unfold. NAi Publishers. ISBN 90-5662-261-7.
- van Berkel, Ben; Bos, Caroline (2006). Design models. Architecture, urbanism, infraestructure. Niggli Verlag. ISBN 9783721205824.